# Dianthus spiculifolius
Dianthus spiculifolius är en nejlikväxtart som beskrevs av Philipp Johann Ferdinand Schur. Dianthus spiculifolius ingår i släktet nejlikor, och familjen nejlikväxter. Inga underarter finns listade i Catalogue of Life.

## Bildgalleri

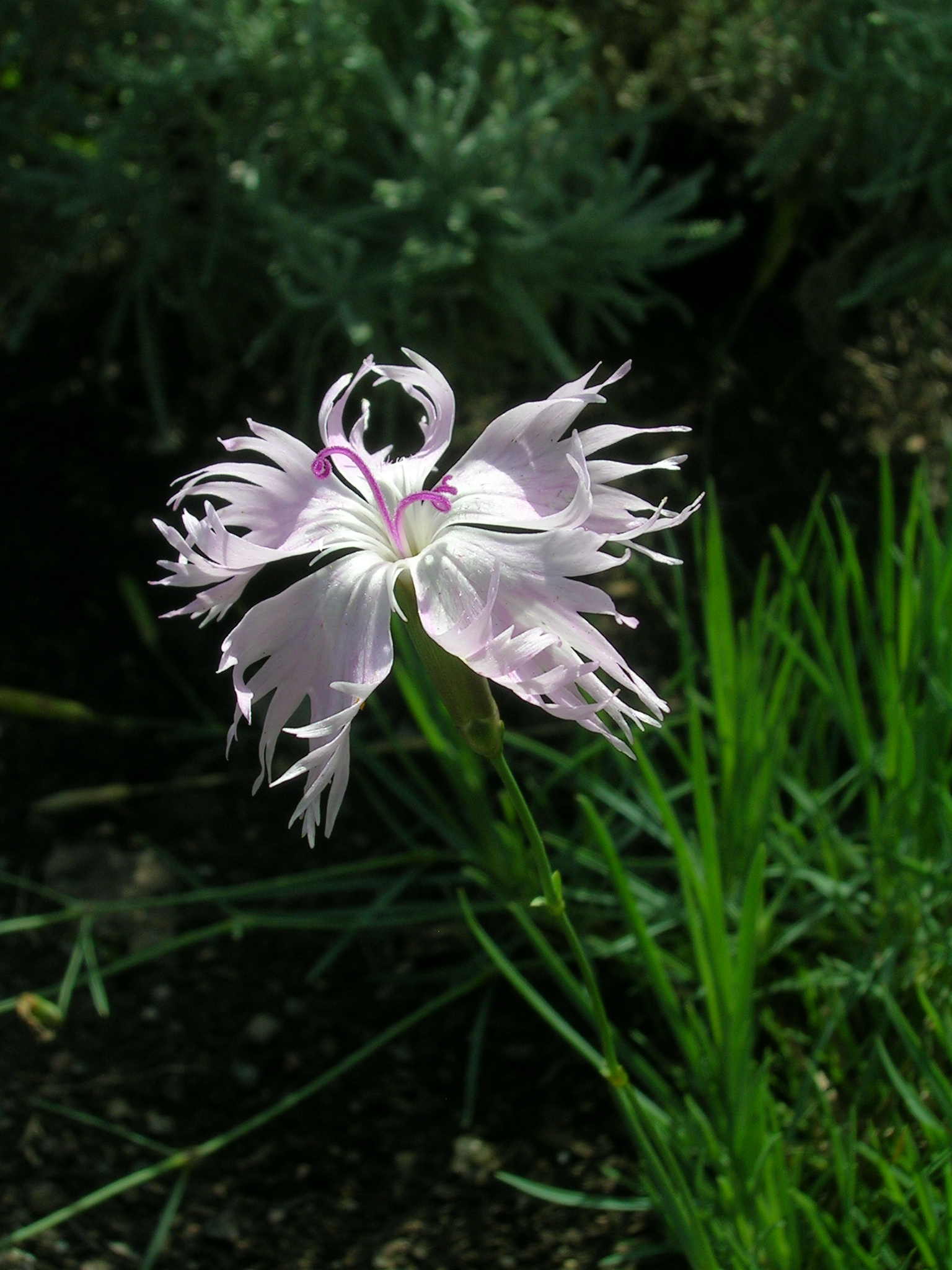
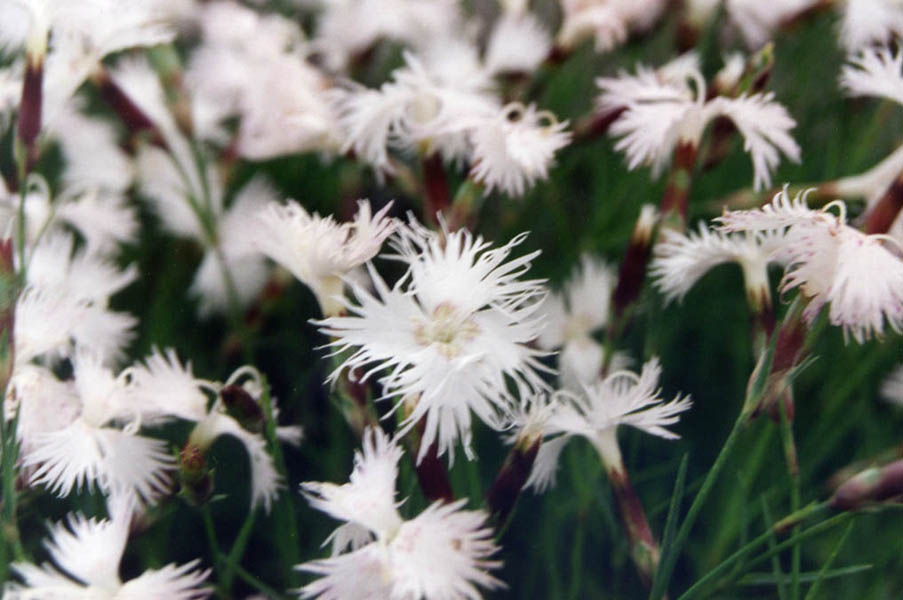
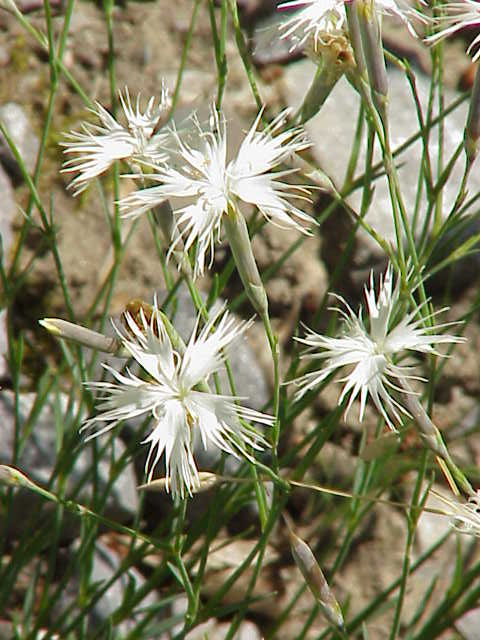
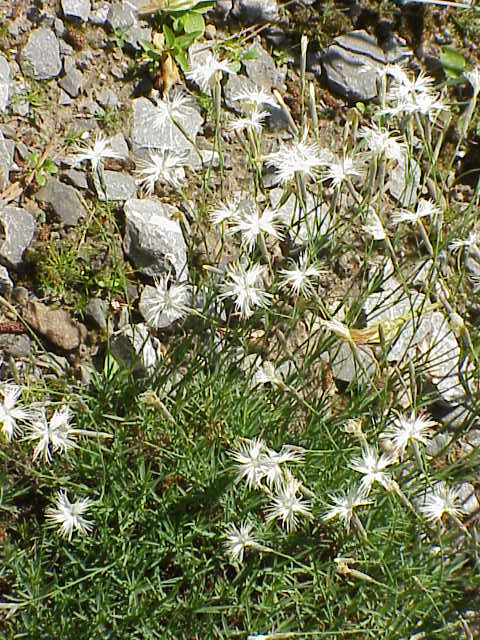
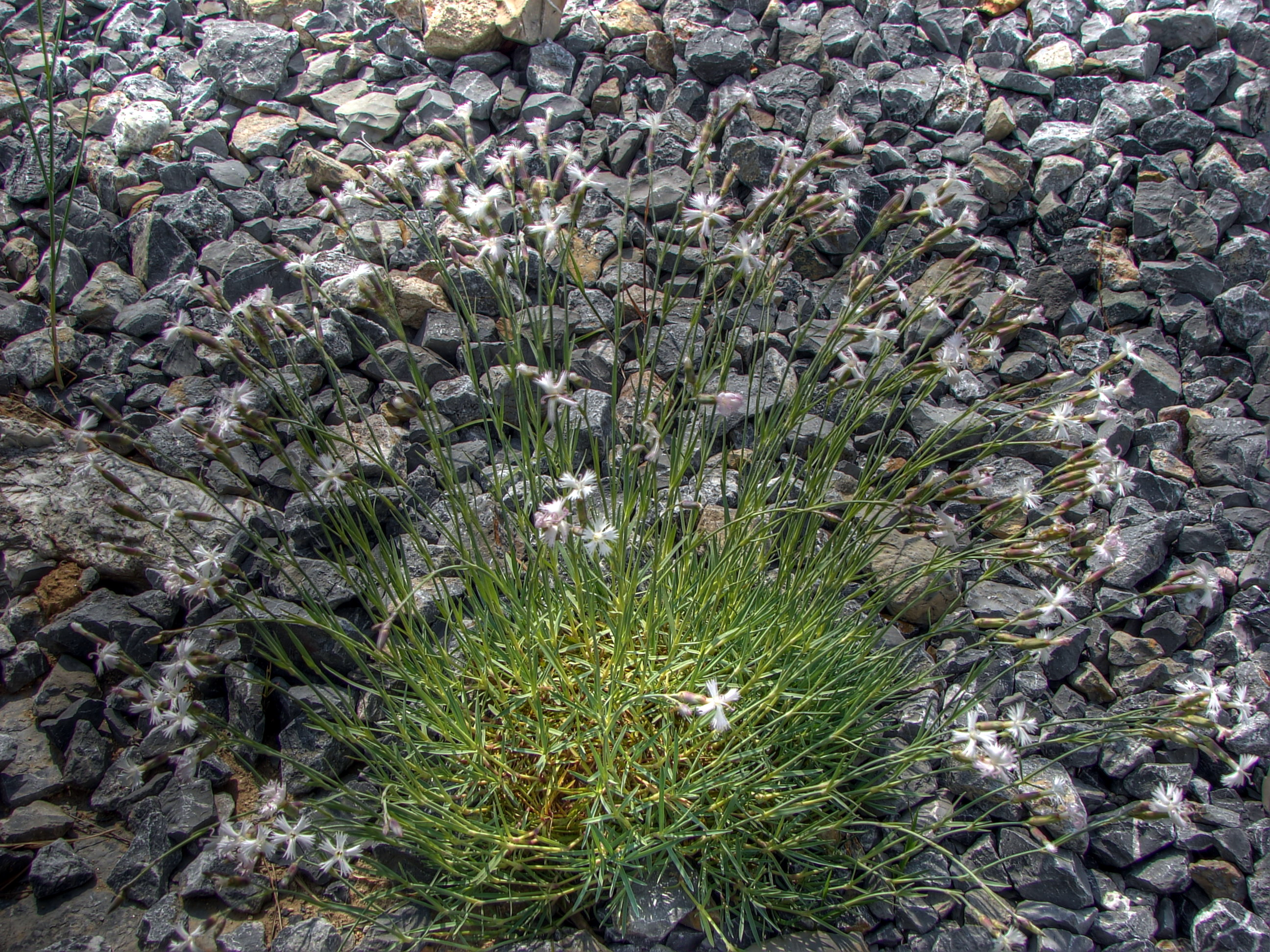